# Karl Penka
Karl Penka (* 26. Oktober 1847 in Müglitz (Mähren); † 10. Februar 1912 in Wien) war zwischen 1873 und 1906 Gymnasialprofessor am Maximiliansgymnasium in Wien. Von Haus aus Sprachwissenschaftler, wandte er sich später der Rassenforschung zu, insbesondere der Frage nach der Herkunft der Indogermanen, deren Ursprungsgebiet er – neben Ludwig Wilser – als einer der ersten im Norden Europas lokalisierte. Dabei benutzte er die Bezeichnung Arier nicht nur im linguistischen Sinn, sondern erweiterte ihn zu einem auch Biologie und Kultur umfassenden Allgemeinbegriff. In der 1902 von Ludwig Woltmann gegründeten „Politisch-Anthropologischen Revue“ gehörte er bis zu seinem Tod zu den regelmäßigen Mitarbeitern. Mit seinem Werk wurde Penka zum Wegbereiter einer rassistischen und antisemitischen Sprach-, Völker- und Altertumskunde.

## Veröffentlichungen (Auswahl)
- Die Entstehung der synkretistischen Casus im Lateinischen, Griechischen und Deutschen. Ein Beitrag zur vergleichenden Casuslehre. In: Programm des K.K. Real- und Obergymnasiums im IX. Gemeindebezirke in Wien für das Schuljahr 1873/74 (1874), S. 4–26 (google books) [Auch als Separatdruck].
- Die Nominalflexion der indogermanischen Sprachen. Hölder, Wien 1878 (Digitalisat).
- Origines Ariacae. Linguistisch-ethnologische Untersuchungen zur ältesten Geschichte der arischen Völker und Sprachen. Prochaska, Wien/Teschen 1883 (Digitalisat).
- Die Herkunft der Arier. Neue Beiträge zur historischen Anthropologie der europäischen Völker. Prochaska, Wien/Teschen 1886.
- Entstehung der arischen Rasse. In: Das Ausland 1891, S. 132 ff.
- Neue Hypothesen über die Urheimat der Arier. Thüringische Verl.-Anst., Leipzig 1906.
- Die Entstehung der neolithischen Kultur Europas. Thüringische Verl.-Anst., Leipzig 1907 (= Beiträge zur Rassenkunde, Heft 2).
- O. Schraders Hypothese von der südrussischen Urheimat der Indogermanen. Thüringische Verl.-Anst., Leipzig 1908 (= Beiträge zur Rassenkunde, Heft 6).
- Die alten Völker Nord- und Osteuropas und die Anfänge der europäischen Metallurgie Thüringische Verl.-Anst., Leipzig 1910 (= Beiträge zur Rassenkunde, Heft 8).